# پرسفت

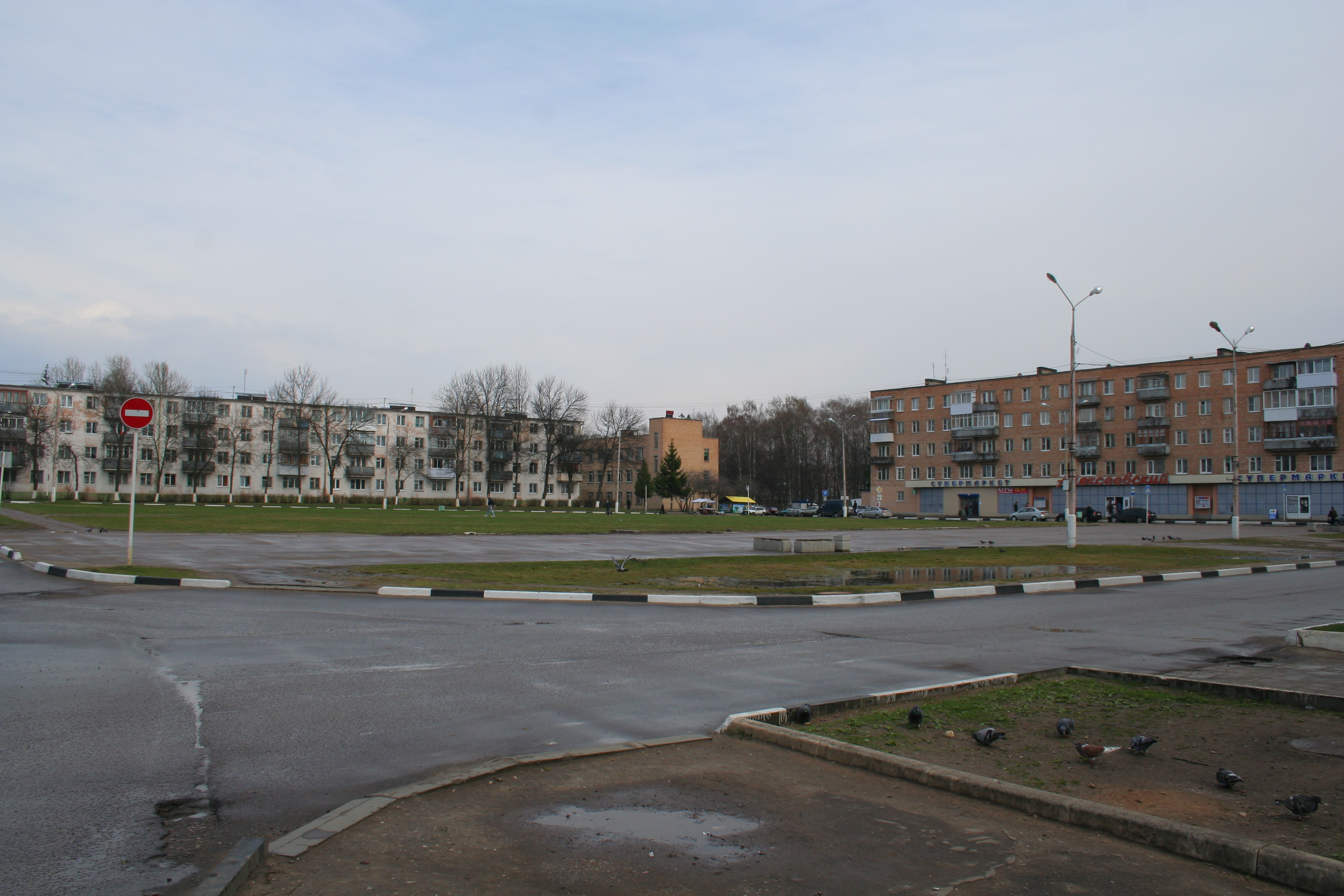
منطقه مسکونی شهر پرسفت در کشور روسیه

شهر پرسفت (به روسی: Пересвет) در کشور روسیه و در اوبلاست مسکو واقع شده‌است.